# Une mission de confiance
Une mission de confiance (titre original : Trust) est une nouvelle du Nord canadien de Jack London, publié aux États-Unis en 1908. En France, elle a paru pour la première fois en 1924.

## Historique
La nouvelle est publiée initialement dans  le périodique The Century Magazine en janvier 1908, avant d'être reprise dans le recueil Lost Face en mars 1910.

## Éditions

### Éditions en anglais
- Trust, dans le périodique The Century Magazine, janvier 1908.
- Trust, dans le recueil Lost Face, New York ,The Macmillan Co, mars 1910.

### Traductions en français
- Une mission de confiance, traduction de Paul Gruyer et Louis Postif in Le Progrès civique, Paris, août-septembre 1924[1].
- Une mission de confiance, traduction de Paul Gruyer et Louis Postif, in La Brute des cavernes, recueil, Hachette, 1932.
- Mission de confiance, traduction de Paul Gruyer & Louis Postif revue et complétée par Frédéric Klein, in Construire un feu, recueil, Phébus, 2007.

## Sources
- (en) Jack London's Works by Date of Composition
- « Bibliographie de Jack London », sur jack-london.fr (consulté le 2 juin 2024)